# First Data
First Data International este o companie de plăți din Statele Unite, parte a First Data Corp.
Este lider mondial în comerț electronic și servicii de plată.
First Data International are peste 6.700 de angajați și operează în Europa, Orientul Mijlociu și Africa, America Latină, Canada, Australia și Asia-Pacific. Compania deservește 4,6 milioane locații comerciale, 1.700 emitenți de carduri și milioane de consumatori.
Pe 16 ianuarie 2019, Fiserv a anunțat o tranzacție pentru a achiziționa First Data cu o valoare de 22 miliarde de dolari. Fiserv a încheiat achiziția First Data luni 29 iulie 2019.